# Brayden Tracey
Brayden Tracey, född 28 maj 2001, är en kanadensisk professionell ishockeyforward som är kontrakterad till Anaheim Ducks i National Hockey League (NHL) och spelar för San Diego Gulls i American Hockey League (AHL).
Han har tidigare spelat för Moose Jaw Warriors och Victoria Royals i Western Hockey League (WHL).
Tracey draftades av Anaheim Ducks i första rundan i 2019 års draft som 29:e spelare totalt.

## Statistik
| 2014–2015  | CNHA Canucks             |            | 30  | 25 | 26 | 51  | 46  | — | — | — | — | — |
|            | Calgary Northstar Sabres | AMBHL      | 3   | 1  | 0  | 1   | 0   | — | — | — | — | — |
| 2015–2016  | Calgary Northstar Sabres | AMBHL      | 33  | 36 | 25 | 61  | 40  | 5 | 5 | 3 | 8 | 8 |
| 2016–2017  | Calgary Northstars       | AMHL       | 28  | 8  | 11 | 19  | 20  | 5 | 1 | 2 | 3 | 0 |
| 2017–2018  | Calgary Northstars       | AMHL       | 30  | 21 | 31 | 52  | 40  | 4 | 2 | 2 | 4 | 6 |
|            | Moose Jaw Warriors       | WHL        | 5   | 0  | 2  | 2   | 0   | 2 | 0 | 0 | 0 | 0 |
| 2018–2019  | Moose Jaw Warriors       | WHL        | 66  | 36 | 45 | 81  | 28  | 2 | 0 | 1 | 1 | 4 |
| 2019–2020  | Moose Jaw Warriors       | WHL        | 28  | 15 | 23 | 38  | 39  | — | — | — | — | — |
|            | Victoria Royals          | WHL        | 24  | 7  | 16 | 23  | 25  | — | — | — | — | — |
| 2020–2021  | Victoria Royals          | WHL        | 22  | 9  | 12 | 21  | 24  | — | — | — | — | — |
|            | San Diego Gulls          | AHL        | 12  | 0  | 0  | 0   | 4   | — | — | — | — | — |
| 2021–2022  | Anaheim Ducks            | NHL        | 1   | 0  | 0  | 0   | 0   | — | — | — | — | — |
|            | San Diego Gulls          | AHL        | 24  | 9  | 12 | 21  | 18  | — | — | — | — | — |
| NHL totalt | NHL totalt               | NHL totalt | 1   | 0  | 0  | 0   | 0   | — | — | — | — | — |
| AHL totalt | AHL totalt               | AHL totalt | 36  | 9  | 12 | 21  | 22  | — | — | — | — | — |
| WHL totalt | WHL totalt               | WHL totalt | 145 | 67 | 98 | 165 | 116 | 4 | 0 | 1 | 1 | 4 |

### Internationellt
| Källa: Uppdaterad: 2022-01-10 | Källa: Uppdaterad: 2022-01-10 | Källa: Uppdaterad: 2022-01-10 |         | Utv = Utvisningsminuter | Utv = Utvisningsminuter | Utv = Utvisningsminuter | Utv = Utvisningsminuter | Utv = Utvisningsminuter |
| År                            | Lag                           | Mästerskap                    | Matcher | Mål                     | Assists                 | Poäng                   | Utv                     |                         |
| ----------------------------- | ----------------------------- | ----------------------------- | ------- | ----------------------- | ----------------------- | ----------------------- | ----------------------- | ----------------------- |
| 2019                          | Kanada                        | U18-VM                        | 7       | 4                       | 3                       | 7                       | 8                       |                         |
| Junior totalt                 | Junior totalt                 | Junior totalt                 | 7       | 4                       | 3                       | 7                       | 8                       |                         |